# ラ・アウロラ国際空港
ラ・アウロラ国際空港（ラ・アウロラこくさいくうこう、スペイン語：Aeropuerto Internacional La Aurora、英語：La Aurora International Airport）は、グアテマラの首都のグアテマラシティにある国際空港。

## 概要

### グアテマラの玄関
首都グアテマラシティ中心部から南に6kmという、便利な位置にある。現在乗り入れ航空会社の増加に対応するため、滑走路とターミナルビルの拡張工事が行われている。

## 歴史
第2次世界大戦中、この空港はアメリカ空軍南方軍団が枢軸国軍潜水艦から中央アメリカ沿岸を防衛するため使用された。1941年12月に米軍が来港、米軍第805航空工兵大隊（United States' 805th Engineer Aviation Battalion）により1942年初頭には飛行場が拡張された。米軍使用期間中はグアテマラ市航空基地（Guatemala City Air Base）と呼ばれた。
戦後も、グアテマラ空軍の訓練及び天候測候所の運営のため米軍が駐屯。1949年7月18日のフランシスコ・ハビエル・アラナ将軍暗殺に続くグアテマラ革命の期間中は、米軍関係者は基地内に留まるよう制限され、その後米軍施設は7月28日に閉鎖されグアテマラ政府に返還された。
1980年3月、グアテマラ空軍のダグラス C-47機が空港近くで事故。1993年4月にはTACA航空のボーイング767機が着陸時にオーバーランした。
2007年に大幅拡張工事が完成、北・中央コンコースが供用開始された。滑走路の拡張工事は継続中。旅客ターミナルをさらに拡張するため、貨物施設は他の空港へ移設する工事が進行中。

## 就航航空会社
- アエロメヒコ（メキシコシティ、タパチュラ）

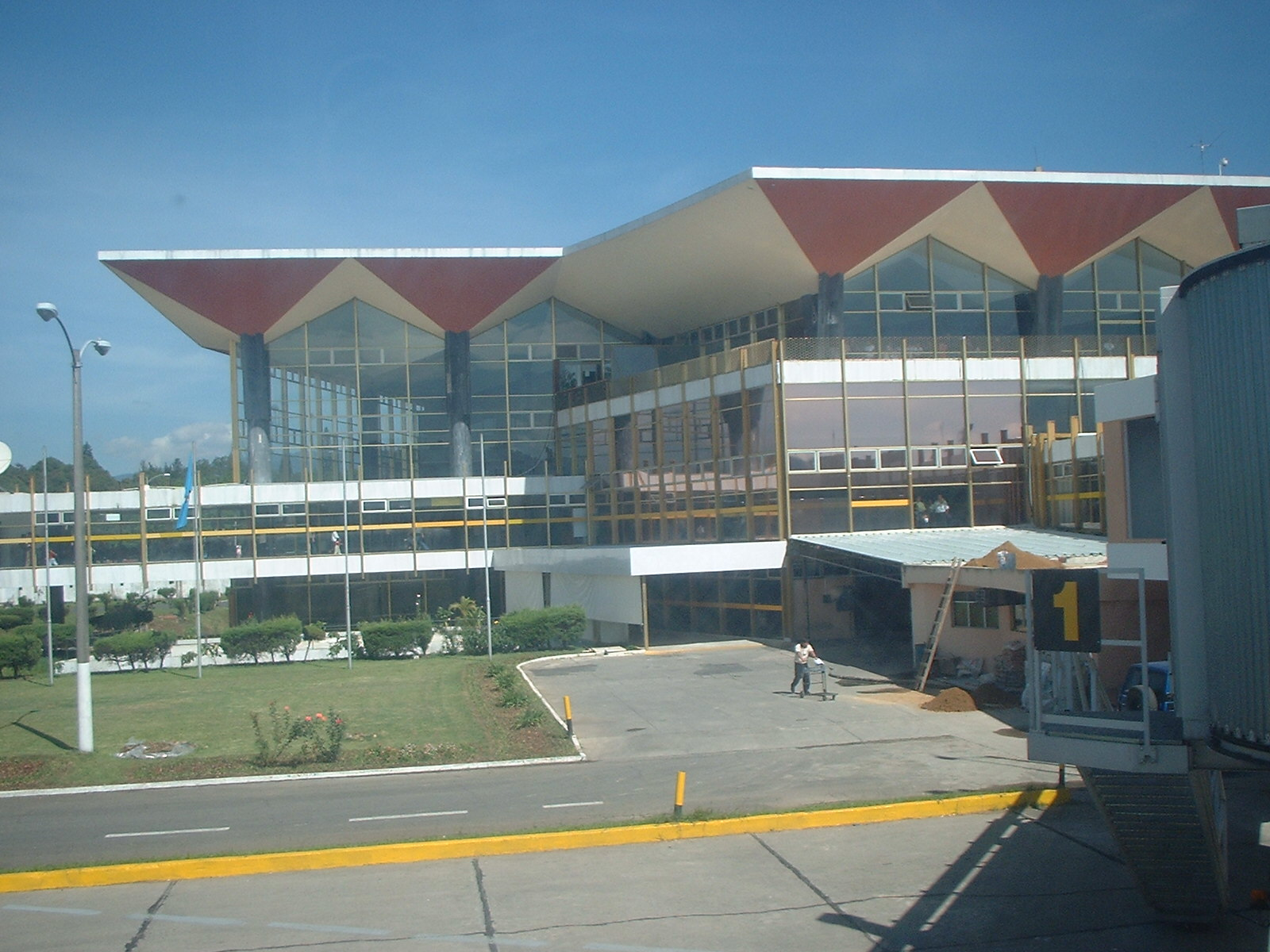
ラ・アウロラ国際空港ターミナル

- アビアンカ航空（ボゴタ、フローレス、ロスアンゼルス、マイアミ、サンホセ、サン・ペドロ・スーラ、サンサルバドル、テグシガルパ）
- アメリカン航空（ダラス・フォートワース、マイアミ）
- イベリア航空（マドリッド）
- インテルジェット（メキシコシティ）
- コパ航空（マナグア、サンホセ、パナマ）
- デルタ航空（アトランタ、ロスアンゼルス、ニューヨーク・JFK）
- スピリット航空（フォートローダーデール）
- タカ航空（カンクン、シカゴ・オヘア、フローレス、ロスアンゼルス、メキシコシティ、マイアミ、ニューヨーク・JFK、サン・ホセ、サン・ペドロ・スーラ、サン・サルバドル、テグシガルパ、ワシントン・ダレス）
- ユナイテッド航空（ロスアンゼルス、ヒューストン、ニューヨーク・ニューアーク）
- TAG航空（フローレス、コパン）